# Convair Model 49
Le Convair Model 49 était une étude de conception proposée au milieu des années 1950 pour un coléoptère, envisagée dans le cadre du programme Advanced Aerial Fire Support System (AAFSS).

## Conception
Le modèle 49 était le concept le plus radical proposé pour le programme AAFSS. La puissance provenait d'un arbre qui propulsait des hélices avec des conduits qui tournaient dans la direction opposée. Convair croyait que le système était plus fiable qu'un hélicoptère traditionnel et a noté que les seules entrées pour le pilote étaient de contrôler la direction et de régler l'angle de la pale de rotor et la vitesse du moteur. L'équipage de deux hommes occupait une capsule mobile équipée de divers capteurs dans le boîtier du rotor. Le moteur, le carburant, la capsule d'équipage et les baies avioniques étaient équipés d'un bouclier en acier à deux couches pour se protéger contre un projectile de 12,7 mm.
Comme un hélicoptère, le modèle 49 était capable de décoller, d'atterrir et de planer verticalement. Le système de propulsion se composait de trois turbomoteurs Lycoming LTC4B-11, bien que des moteurs General Electric T64, Allison T56 et Pratt & Whitney JFTD12 ont également été proposés. Les moteurs étaient couplés au moyen d'embrayages, d'arbres et de réducteurs avec des rotors contrarotatifs à pas variable dans le carénage. Le carter augmentait la poussée dans certaines conditions et compensait le diamètre relativement petit des rotors. Les moteurs et les engrenages se trouvaient dans trois des nacelles sur les côtés du carter ; La quatrième nacelle contenait les armes et l'avionique. On croyait que le système de contrôle général était similaire à celui des hélicoptères conventionnels,.

## Armement
Une variété d'armes a été proposée pour le modèle 49. L'armement standard consistait en deux tourelles latérales avec des mitrailleuses XM-134 de 7,62 mm ou des lance-grenades XM-75 de 40 mm. Chaque tourelle était équipée de 12 000 cartouches de 7,62 mm ou de 500 cartouches de 40 mm. Dans une tourelle centrale, il y avait un canon XM-140 de 30 mm avec 1 000 cartouches. 500 missiles WASP (en) ou un second canon de 30 mm pourraient également être montés sur la tourelle centrale. Chacune des tourelles pouvait être tournée et relevée et tout en étant posée sur le sol, elle pouvait flotter ou tirer à grande vitesse tout en volant vers l'avant. Des limiteurs mécaniques ont été fournis pour empêcher l'un ou l'autre des canons de tirer dans le nez du compartiment de l'équipage lors de l'avance/du bas. Il y avait quatre pylônes de canon dans les quatre nacelles du moteur (qui contenaient également le train d'atterrissage). Chacun pourrait avoir un réservoir de carburant, trois missiles BGM-71 TOW ou transporter trois missiles Shillelagh. Alternativement, l'une de ces tourelles d'artillerie pouvait transporter un seul canon sans recul M40A1C de 105 mm et 18 obus dans chaque nacelle. Le canon de 105 mm avait une portée efficace de 10 000 mètres et était efficace contre des cibles blindées. Toutes les tourelles de canon peuvent pivoter de manière à pouvoir pointer vers le vent pendant un vol à grande vitesse ou peuvent être tirées en volant vers l'avant ou dans les airs. Quatre réservoirs de carburant externes fournissaient jusqu'à 1 200 gallons de carburant supplémentaire pour les vols de transfert.

## Développement
Convair a choisi la conception de l'aile annulaire pour sa proposition de modèle 49 dans le cadre du programme Advanced Aerial Fire Support System (AAFSS). L'US Army, cependant, a choisi les concepts conventionnels Lockheed AH-56 Cheyenne et Sikorsky S-66 comme vainqueur de la compétition.